# Алгоритм Гилберта — Джонсона — Кирти
Алгоритм Гилберта — Джонсона — Кирти (англ. Gilbert — Johnson — Keerthi algorithm, сокращённо GJK) — алгоритм для определения расстояния между двумя выпуклыми множествами (объектами). В отличие от многих других алгоритмов нахождения расстояния, GJK не требует, чтобы геометрические данные были сохранены в каком-либо специфическом формате. Вместо этого алгоритм GJK полностью полагается на носитель функции и итерационным методом (с помощью итераций) генерирует ближайшие симплексы для корректного определения расстояния между двумя выпуклыми объектами. При этом алгоритм GJK в своей работе использует понятия суммы Минковского для двух выпуклых форм.
В случае нахождения расстояния между двумя невыпуклыми объектами можно:
1. разбить невыпуклый объект на несколько выпуклых и затем применить метод для образовавшихся выпуклых объектов;
2. представить геометрию как триангулярную поверхность и использовать общий алгоритм столкновения триангулярных сеток (англ. mesh), что опять включает использование алгоритма столкновений выпуклых объектов.

## Описание
Алгоритм Гилберта — Джонсона — Кирти предоставляет довольно эффективный метод обнаружения столкновений между выпуклыми объектами. Он полагается на несколько ключевых моментов, которые кратко выделены ниже:
Сумма Минковского: Имеется два множества {\displaystyle A} и {\displaystyle B}, их сумма Минковского определяется как:
{\displaystyle A+B=\{x+y\colon \;\;x\in A,\;y\in B\}.}
Это определение кажется неправильным, так как суммирование точек бессмысленно. В этом свободном замечании {\displaystyle x} и {\displaystyle y} пусть скорее будут восприняты как векторы {\displaystyle {\vec {x}}=\mathbf {x} -\mathbf {o} }, где {\displaystyle \mathbf {o} } является началом мировой системы координат.
Конфигурационное пространство препятствий (англ. Configuration Space Obstacle — CSO). Для пары {\displaystyle (A,\;B)} выпуклых объектов их CSO будет дано {\displaystyle A-B}, то есть сумма Минковского от {\displaystyle A} и {\displaystyle -B}. Этот набор особенно полезный в определениях столкновений, так как можно доказать, что {\displaystyle A} и {\displaystyle B} пересекаются тогда и только тогда, когда их CSO содержат начало системы координат:
{\displaystyle A\cap B\neq \varnothing \equiv 0\in A-B.}
Кроме того, их дистанция даётся:
{\displaystyle d(A,\;B)=\min\{\|x\|\colon x\in A-B\}.}
Подобным образом глубина проникновения пар объектов может быть выраженная в терминах их CSO как:
{\displaystyle p(A,\;B)=\inf\{\|x\|\colon x\in A-B\}.}
Для пары пересекающихся объектов глубина проникновения реализуется точкой на границе {\displaystyle A-B}, которая наиболее близка к началу системы координат.
Support Mapping. Support Mapping {\displaystyle S_{A}(v)} является функцией, которая принимает вектор {\displaystyle v} и выпуклое множество {\displaystyle A}, возвращает наиболее «экстремальную» точку для выпуклого объекта {\displaystyle A} в этом направлении (направлении вектора {\displaystyle v}). Формально говоря:
{\displaystyle S_{A}(v)\in A\mid v\cdot S_{A}(v)=\max\{v\cdot x\colon x\in A\}.}
Разделяющая плоскость/ось (англ. Separating Plane/Axis): Дано два объекта {\displaystyle A} и {\displaystyle B}, плоскость {\displaystyle H(v,\;\delta )}, которая разделяет {\displaystyle A} и {\displaystyle B}, если для каждой точки {\displaystyle a\in A,\;v\cdot a+\delta \geqslant 0} и для каждой точки {\displaystyle b\in B,\;v\cdot b+\delta \geqslant 0}. Вектор {\displaystyle v} известен как «слабо отделённая ось» (англ. weakly separating axis) для {\displaystyle A} и {\displaystyle B}, поскольку есть по крайней мере одна отделяющая плоскость, которая есть нормалью к нему, или, эквивалентно,
{\displaystyle v\cdot S_{A}(-v)\geqslant v\cdot S_{B}(v).}
Общая идея алгоритма GJK состоит в изучении конфигурационного пространства препятствий (CSO) для двух данных объектов {\displaystyle A} и {\displaystyle B}, ища симплекс, который содержит начало системы координат. Если поиск заканчивается с отрицательным ответом, то есть начало системы координат лежит вне CSO, то тогда объекты не пересекаются. В этом случае точка из CSO, которая является ближайшей к началу системы координат, представляет разделяющую ось {\displaystyle A} и {\displaystyle B}, и это, в свою очередь, может использоваться как отправная точка для тестирования столкновений в последующих итерациях.

Два типа столкновений и соответствующих им CSO-граней: грань-вершина (сверху) и ребро-ребро (снизу)

С другой стороны, если поиск был успешен, и потом объекты пересеклись, то для того, чтобы исполнить реакцию на столкновение и некоторые другие детали по отношению к столкновению, необходимы вычисления. Например, типичная схема, пытающаяся определить глубину проникновения, которая, в свою очередь, нуждается в поиске точки на границе CSO, которая будет ближайшей к началу системы координат. Ван ден Берген (англ. G. van den Bergen)  предлагает расширенный алгоритм политопов для этого случая. Однако наша система вычисляет относительную информацию — ударную грань (англ. hit face), то есть ту грань на оболочке CSO, которая является ближайшей к началу системы координат. Анализируя вершины в этой грани, является возможным определить, какая составная часть объекта приняла участие в столкновении. Здесь различают два основных случая: столкновения типа «ребро-ребро» (англ. edge-edge) и столкновения типа «вершина-грань» (англ. vertex-face). Для того, чтобы понять, как идентифицируются составные части, заметим, что каждый из CSO соответствует паре векторов {\displaystyle (a_{i},\;b_{j}),\;a_{i}\in A,\;b_{j}\in B}. Например, вершина выпуклого объекта {\displaystyle A} столкнулась с гранью выпуклого объекта {\displaystyle B}, которая характеризуется тем, что имеет все три вершины ударной грани, соответственные к той самой вершине объекта {\displaystyle A}, но к трём разным вершинам объекта {\displaystyle B}.

## Использование
Алгоритм GJK часто используется в системах моделирования, компьютерной анимации и компьютерных играх. В этом режиме при расчёте финальный (выходной, результирующий) симплекс из предыдущей итерации используется как начальные данные в следующей итерации (фрейме, кадре). Если позиция в новом фрейме близка к аналогичной позиции в старом фрейме, то алгоритм будет сходиться в одной или в двух итерациях.
Стабильность, скорость и занимаемый объём памяти алгоритма сделали его популярным в обнаружениях столкновений в реальном времени, особенно в физических движках для компьютерных игр.

## Внешние ссылки
- Gilbert, E. G., Johnson, D. W., Keerthi, S. S. A fast procedure for computing the distance between complex objectsin three-dimensional space (англ.). IEEE Xplore (апрель 1988). — первоначальная публикация Гилберта, Джонсона и Кирти. Дата обращения: 1 июля 2009. Архивировано 3 апреля 2012 года.
- Chong Jin Ong, Gilbert, E.G. The Gilbert-Johnson-Keerthi distance algorithm: a fast version forincremental motions (англ.) (недоступная ссылка — история). IEEE Xplore (20 апреля 1997). — Публикация усовершенствованного алгоритма. Дата обращения: 1 июля 2009.
- Computing the Distance between Objects (англ.). OXFORD UNIVERSITY  COMPUTING LABORATORY. Дата обращения: 1 июля 2009. Архивировано 3 апреля 2012 года.
- gjkd — Двухмерная реализация алгоритма GJK, написанная на языке программирования D
- Shen-Po Shiang, Yu-Ren Chien, Jing-Sin Liu. On Enhancing GJK Algorithm for Distance Computation Between Convex Polyhedra: Comparison of Improvements (англ.). Institute of Information Science. Academia Cinica. Nankang, Taipei, Taiwan 11529 R.O.C. Дата обращения: 1 июля 2009. Архивировано 24 мая 2012 года.
- Александр Игоревич Синяков. Gilbert-Johnson-Keerthi алгоритм. GameDev.ru (20 февраля 2006). — Математическое описание GJK. Дата обращения: 1 июля 2009.